# 2010年王家岭矿难

矿难地址位于山西省临汾市

王家岭煤矿“3·28”透水事故，为2010年3月28日13时40分，山西省临汾市碟子沟华晋焦煤有限责任公司63工程处承建的王家岭煤矿北翼盘区101回风顺槽发生的一起煤矿透水事故。该矿难导致38人丧生。

## 概述
初步确认王家岭煤矿发生透水事故时当班下井261人，事故发生后升井108人，剩余153人被困井下。但媒体质疑具体被困数字，中国国务院副总理张德江命令公布矿工名单。
2010年4月5日0时41分，第一批9名受困人员成功升井。当天共有115人获救升井，并被迅速送往医院救治，其中26人病情较重。在电视直播过程中，CCTV节目现场记者抑制不住激动情绪，多次哽咽而被迫切换镜头。

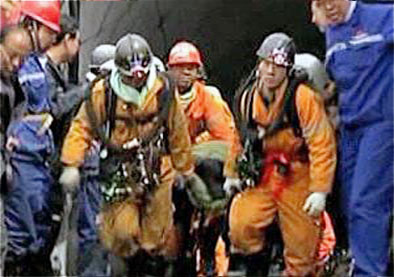
山西煤矿事故救援人员展开抢救

到2010年4月8日为止，已经确认20名工人遇难，对另外18人的搜寻仍在继续。剩余受困工人所处的位置环境较为恶劣，尤其是透水点所处的第一搜救点，能见度仅8米，含氧量仅为10%~11%。有消息称，由于透水点就位于此区域，处于此位置的14名受困工人的生还几率“接近零”。

## 相关电影
据中国新闻网报道，反映山西王家岭矿难大救援的电影即将被山西电影制片厂搬上银幕，暂定名《八天八夜》。预计投资1000万元。据悉，影片将作为2010年国庆重点献礼片在“十一”前后隆重推出。值得一提的是，转载此条新闻的网易将评论关闭。